# Savo Milošević
Savo Milošević (Bijeljina, 2 de setembro de 1973) é um ex-futebolista e treinador de futebol sérvio nascido na atual Bósnia-Herzegovina.
Artilheiro da Eurocopa 2000, quando estava em seu melhor momento de carreira, também foi o segundo maior artilheiro da extinta Seleção Iugoslava, abaixo de Stjepan Bobek.
Milošević era um atacante alto elogiado pelo bom "faro de gol" e por saber jogar coletivamente, sendo a principal referência ofensiva da então Iugoslávia nos primeiros anos do século XXI. Também defendeu a igualmente extinta Seleção Servo-Montenegrina; apenas ele e Dejan Stanković estiveram em Copas do Mundo por elas duas, participando ambos das de 1998 e de 2006.
Ele é parente distante de Slobodan Milošević, com ambos tendo ancestrais em comum originários de Montenegro. Apesar dessa relação, o futebolista não guardou proximidade familiar, inclusive alinhando-se politicamente na oposição ao ex-presidente. Chegaria a declarar em 2005, ao enfrentar justamente a Seleção Bósnia, que "meu nome é uma coisa, mas como eu me sinto é diferente".

## Carreira

### 1992-1996
Milošević começou a praticar futebol aos seis anos e, aos quatorze, ingressou nas categorias de base do Partizan. Em setembro de 1990, começou a integrar as seleções de base da então República Socialista Federativa da Iugoslávia, inicialmente na equipe sub-18, pelas eliminatórias à edição de 1992 da Eurocopa dessa categoria.
Estreou aos 19 anos no time principal do Partizan. Na mesma época, integrou em 1992 a Seleção Iugoslava sub-20 que foi vice-campeã do tradicional Torneio de Toulon. O elenco possuía, dentre outros, Albert Nađ, Željko Tadić e Dejan Petković, a quem o atacante viria a se referir como um "amigo" a despeito dos constantes enfrentamentos no dérbi com o Estrela Vermelha.
No Partizan, marcou ao todo 79 gols em 119 partidas, ganhando primeiramente o campeonato iugoslavo de 1992–93. Na temporada seguinte, a de 1993–94, venceu tanto o campeonato como a Copa da Iugoslávia, além de ser também o artilheiro do campeonato. As diferentes guerras civis no processo de dissolução da Iugoslávia, contudo, faziam UEFA e FIFA banirem desde 1992 a seleção principal, retirando-a da Eurocopa daquele ano e das eliminatórias à Copa do Mundo FIFA de 1994 e à Eurocopa 1996.
O primeiro jogo de Milošević pela seleção adulta foi justamente o primeiro com os quais os Plavi (já reduzidos às repúblicas da Sérvia e de Montenegro) foram reautorizados a jogar, na antevéspera do natal de 1994, contra o Brasil. Na ocasião, entrou no decorrer de derrota por 2-0 em Porto Alegre, substituindo Predrag Mijatović. Ao fim da temporada 1994-95, Milošević, novamente artilheiro do campeonato iugoslavo, foi vendido ao Aston Villa.
Chegou ao  novo time como a contratação mais cara feita até então pelo clube de Birmingham. Sofreu para se aclimatar plenamente, pela falta de fluência no inglês e pelo fator mental da Guerra da Bósnia, que ainda ocorria. Mas pôde protagonizar o título  da Copa da Liga Inglesa em 1996, brilhando na final ao abrir o placar e fornecer a assistência para o terceiro gol dos Villains sobre o Leeds United. À altura de 2023, esse seguia sendo o último troféu expressivo ganho pelo Villa, equipe que desde 1987 vinha iniciando franca decadência após um promissor início de década de 1980 que incluíra a conquista da Liga dos Campeões de 1981–82.

### 1996-1999
Embora reconhecido pelos treinadores que teve na Premier League como um atleta disciplinado e empenhado mesmo em meio aos problemas pessoais, Milošević, a despeito da exibição decisiva no título de 1996, não se consolidou plenamente no Aston Villa. Sua média de gols, embora aceitável, era criticada por quem esperava mais dele - mas as constantes finalizações desperdiçadas fariam tabloides britânicos chamarem-no maldosamente pelo trocadilho Miss-a-lot-ović ("perde-muito-gol-ović"). Viria a ser dispensado em 1998 justamente após reagir a críticas da torcida: em janeiro daquele ano, cuspira em direção a setor das arquibancadas onde ouvira reclamações após um gol perdido quando o clube já perdia de 5-0 para o Blackburn Rovers, chegando a precisar de ajuda policial para ser protegido de alguns segmentos mais exaltados com seu protesto. Em 2000, o jornal The Guardian, embora reconhecesse a recuperação do sérvio, o consideraria a décima "pior contratação" estrangeira do futebol inglês.
Ele pôde ir à Copa do Mundo FIFA de 1998, embora sem a titularidade, participando de somente dois jogos: as vitórias sobre Irã e Estados Unidos, ainda na primeira fase; as referências ofensivas iugoslavas principais eram os montenegrinos Predrag Mijatović e Dejan Savićević. Milošević depois seguiu carreira no Real Zaragoza, onde tornou-se estrela local.
Ainda em 1998, Milošević destacou-se contra a Seleção Brasileira, em amistoso ocorrido em setembro: com sete minutos de jogo, encobriu o goleiro (André Döring) para abrir o placar em São Luís do Maranhão. A partida foi acompanhada em especial no Brasil por marcar a estreia de Vanderlei Luxemburgo como técnico canarinho e o regresso de Dejan Petković (então no Vitória) à Seleção Iugoslava após anos ausente. No Zaragoza, Milošević conseguiu cerca de vinte gols cada em duas temporadas, protagonizando elogiado quarto lugar em La Liga de 1999-2000 - um ponto abaixo do vice-campeão Barcelona.
Em 1999, ele sobressaiu-se em duelos contra a dupla principal: contra o próprio Barcelona, marcou ambos os gols de triunfo de 2-0, em 20 de junho, na temporada do bicampeonato seguido do adversário em La Liga; contra o Real Madrid, também marcou dois gols, em 3 de dezembro. Foi em chamativa goleada de 5-1 dentro do estádio Santiago Bernabéu, na qual Milošević marcou o primeiro e o último gol zaragocista, tornando-se inclusive o líder da artilharia do campeonato naquele momento.
O 5-1 foi o pior resultado que o clube da capital sofria em casa em 25 anos. Ironicamente, o Real Madrid terminaria a temporada vencendo a Liga dos Campeões da UEFA de 1999–00, fazendo com que ocupasse no lugar do próprio Zaragoza a última vaga espanhola na edição seguinte do torneio embora os madrilenhos terminassem uma colocação abaixo em La Liga. O sérvio, por sua vez, chegou a entrar no primeiro semestre de 2000 em chamativa seca de gols, mesmo que contribuísse com assistências. Para o jornal As, foi ainda assim o melhor jogador daquela temporada no futebol espanhol, à frente até de Raúl e de Salva, o qual foi o artilheiro ao fim daquela edição de La Liga.

### A artilharia da Eurocopa 2000

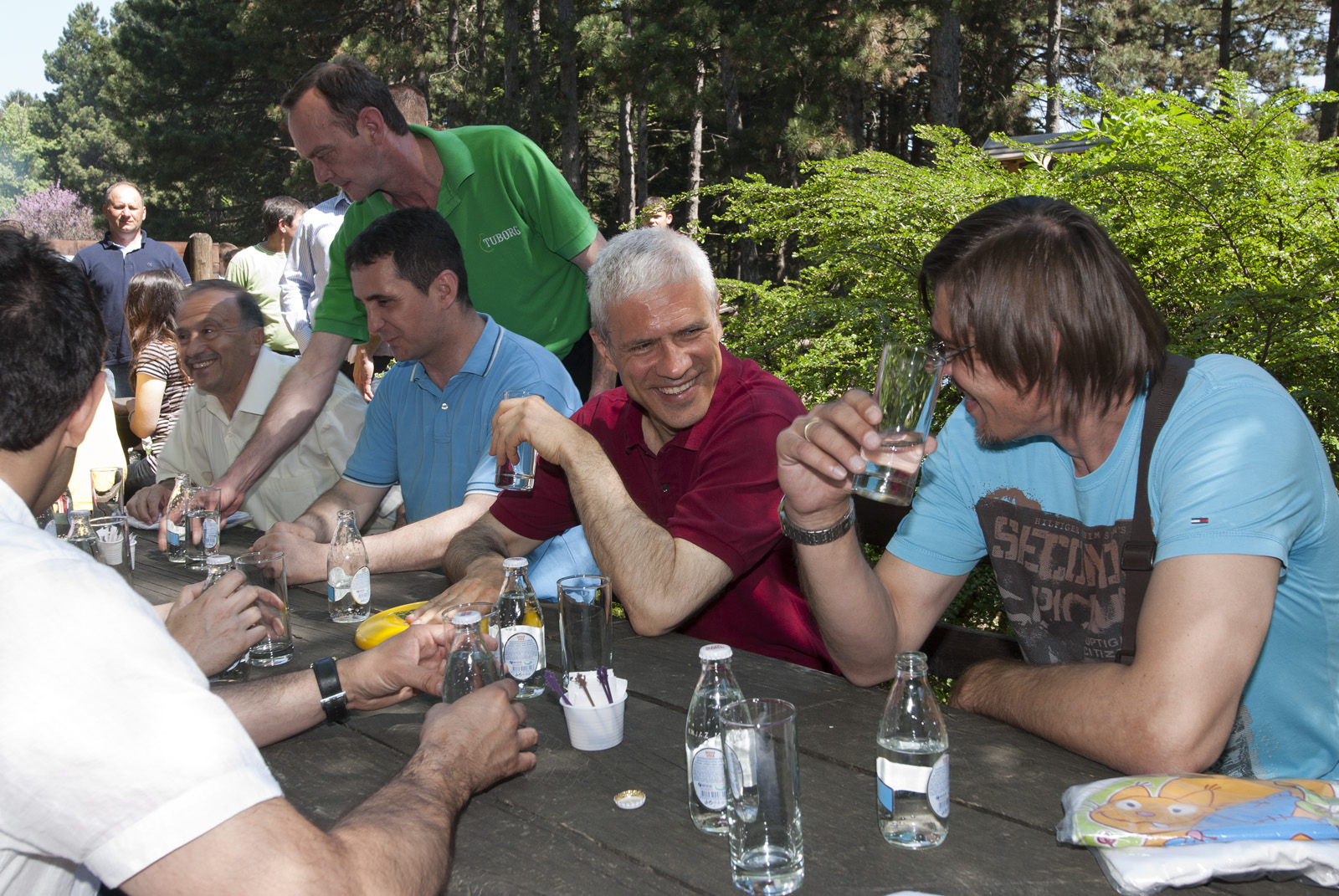
Em 2012, em reunião com Boris Tadić, liderança da queda do regime de Slobodan Milošević, ironicamente parente distante do futebolista.

Em meio a essas temporadas de Milošević como zaragocista entre 1998 e 1999, a Seleção Iugoslava classificou-se à Eurocopa 2000 enquanto seu território chegava a ser novamente bombardeado, na Guerra do Kosovo - até o presidente Slobodan Milošević aceitar cessar-fogo em junho. Ter o mesmo sobrenome dele trazia problemas ao atacante, que em 8 de setembro de 1999, pelas eliminatórias, abriu o placar de vitória de 4-2 em Skopje sobre a antiga república iugoslava da Macedônia.
No mês seguinte (em 9 de outubro de 1999), participou de duelo balcânico ainda mais tenso, em encontro pela rodada final contra a rival Seleção Croata: foi titular no empate em 2-2, dentro de uma Zagreb hostil aos antigos inimigos da ainda recente Guerra de Independência da Croácia. O resultado classificou sérvios e montenegrinos em primeiro lugar e deixou os adversários, recentemente terceiro colocados na Copa do Mundo FIFA de 1998, sob "luto", ultrapassados na segunda colocação pela Irlanda e consequentemente eliminados.
Milošević veio ser protagonista da própria Euro 2000: sua seleção, que acabaria desfalcada do astro Savićević por lesão, fez campanha considerada mediana, mas Milošević terminou a competição na artilharia. Na estreia, marcou o primeiro e o terceiro de três gols com os quais a Iugoslávia, em espaço de cinco minutos, pôde empatar partida que perdia por 3-0 para a rival Eslovênia, em um dos melhores jogos daquela competição.
Atrapalhando a vendeta do adversário quanto à guerra esloveno-iugoslava, Milošević protagonizou recuperação especialmente marcante também por ser possibilitada a despeito da sua equipe jogar com um homem a menos quando o placar ainda estava em 3-0; Siniša Mihajlović havia sido expulso. O desempenho do "salvador" também foi engrandecido por ter começado a partida no banco. Entrou já no segundo tempo, substituindo Darko Kovačević. No primeiro gol iugoslavo, já a vinte minutos do fim do jogo, Milošević concluiu em cima da linha bola que sobrara de jogada de Miroslav Đukić. O segundo gol foi construído por assistência de Mijatović para Ljubinko Drulović, com o empate vindo apenas dois minutos depois, quando Milošević concluiu de cabeça cruzamento preciso de Drulović.
Dada como "morta" ao fim da primeira hora da estreia, repentinamente a Iugoslávia encaminhou sua classificação ao vencer a segunda partida, com jogada similar à do empate: Drulović cobrou uma falta cruzando para cabeceio exitoso de Milošević (escalado como titular, nas cinco alterações feitas pelo treinador Vujadin Boškov em relação à onze que iniciara desastrosamente o primeiro jogo), aos sete minutos, ser o único gol do duelo com a Noruega. Em outro jogo em que os iugoslavos se complicaram com uma expulsão (a de Mateja Kežman), Milošević teria também sofrido um pênalti não-assinado pela arbitragem. Os três gols somados em dois jogos já o colocavam na artilharia da Euro.
Também foi protagonista em outra partida movimentada, ainda que com derrota, na rodada final do grupo - em que a Espanha conseguiu vencer por 4-3 após estar perdendo de 3-2. Cabeceando novo cruzamento de Drulović, Milošević abriu o placar de um jogo "vertiginoso", nas palavras da própria UEFA: os espanhóis buscavam o empate a cada gol dos iugoslavos, que novamente tiveram um jogador expulso (Slaviša Jokanović), mas estavam desclassificados até os descontos do segundo tempo. Quando empataram, o resultado ainda bastava para classificar a Iugoslávia, mas a inesperada virada-relâmpago sujeitou os perplexos balcânicos a aguardarem nervosamente o final do jogo paralelo entre Noruega e Eslovênia para então poderem comemorar o avanço aos mata-matas.
A Iugoslávia terminou eliminada no duelo seguinte, para os anfitriões Países Baixos, algo que Milošević ainda assim veria como precoce, em lamento dado em 2016: "uma equipe como a nossa poderia ter feito bem melhor. Predrag Mijatović, Dragan Stojković, Vladimir Jugović, Siniša Mihajlović, Dejan Stanković, Miroslav Đukić, Darko Kovačević e Ljubinko Drulović. Era uma equipe brilhante". Os neerlandeses abriram 6-0, com três gols de Patrick Kluivert, que acabaria artilheiro da Euro. Milošević marcou nos descontos o gol de honra iugoslavo, fechando o placar, lance que acabou tendo o peso posterior de garanti-lo como artilheiro da Euro ao lado do próprio Kluivert.
O desempenho de Milošević na Euro também era uma "inspiração" nacional por dar-se em meio a uma calamidade na vida pessoal para além das recentes guerras: sua mãe lutava na época contra um câncer já em estágio terminal. Ainda em 2000, em outubro, Slobodan Milošević foi derrubado do governo. Parente distante dele, o jogador se alinhava politicamente na oposição.

### 2000-2004
Após a boa temporada 1999-2000, Milošević terminou comprado pelo Parma, equipe italiana que vivia então auge. O sérvio teve bons e maus momentos no novo clube: na temporada de 2000-01, a equipe pôde ser quarta colocada na Serie A e finalista da Copa da Itália, mas sem que Milošević (autor do gol parmesão na derrota na decisão da Copa) se firmasse totalmente na titularidade.
Ainda em 2001, a Iugoslávia deixou de se classificar-se à Copa do Mundo FIFA de 2002, eliminada no grupo com Rússia e Eslovênia. Milošević, por sua vez, prosseguiu defendendo o Parma na primeira metade da temporada 2001-02, integrando o início da campanha que resultaria no título da Copa da Itália. Na metade final, porém, já estava regressado ao Zaragoza, emprestado para auxilia-lo a evitar o rebaixamento; nas 16 partidas em que participou no retorno, marcou sete vezes. Não impediu a queda, mas seguiu localmente idolatrado.
Ainda pertencendo ao Parma, Milošević foi sucessivamente emprestado a outras equipes espanholas. Primeiramente, a um Espanyol teoricamente promissor para a temporada 2002-03, mas que precisou lutar contra o rebaixamento em La Liga. O atacante foi figura importante nessa luta, aportando doze gols na exitosa salvação dos catalães, sendo o máximo artilheiro do elenco blanquiazul. Dicionário oficial de jogadores publicado em 2018 pelo clube referiu-se a ele como alguém que "cumpriu com sobras as expectativas. Um camisa 9 de físico poderoso e claro representante da velha escola: alto, forte, com bons movimentos de costas ao gol, temível no jogo aéreo, oportunista e arrematador eficaz".
Ao longo daquela temporada, a então República Federal da Iugoslávia tornou-se a Sérvia e Montenegro, nome adotado em fevereiro de 2003, vivenciando imediatamente nova turbulência política: no mês seguinte, foi assassinado o primeiro-ministro Zoran Đinđić. A nascente Seleção Servo-Montenegrina acabou por não se classificar à Eurocopa 2004.
Para a temporada 2003-04, o Parma direcionou ao Celta de Vigo o empréstimo de Milošević. A equipe galega focou-se mais na Liga dos Campeões da UEFA, onde chegou às oitavas-de-final, e na Copa do Rei, onde chegou nas quartas-de-final, do que no campeonato espanhol. O sérvio anotou dezoito gols em La Liga, mas o chamado Eurocelta terminou surpreendentemente rebaixado. Ainda assim e mesmo já veterano, Milošević chegou a ser especulado em 2004 pelo Real Madrid.

### 2004-2008

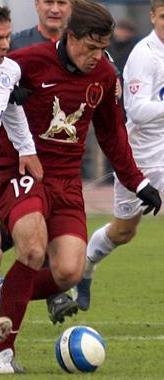
Em 2008, no Rubin Kazan campeão russo.

Milošević passaria no Osasuna as três temporadas seguintes, com êxitos relevantes para o porte do clube da Navarra. Nesse período, os Rojillos foram vice-campões da Copa do Rei de 2004-05 e quinto colocados em La Liga de 2005-06. A Sérvia e Montenegro, por sua vez, classificou-se à Copa do Mundo FIFA de 2006, em trajetória respeitável de um único gol sofrido nas eliminatórias. Milošević e Dejan Stanković eram àquela altura os dois únicos remanescentes da Iugoslávia de 1998.
Àquela altura, já veterano, Milošević seguia na delegação mais pela liderança que possuía sobre os companheiros, com Nikola Žigić e Mateja Kežman se mostrando como atacantes mais efetivos na jornada até o Mundial. Milošević havia marcado apenas um gol nas eliminatórias, no 5-0 sobre  San Marino. A classificação incluiu tensos duelos em 2005 contra a Seleção Bósnia, dez anos depois da guerra servo-bosníaca. Nascido na parte sérvia da Bósnia, cujos sérvios locais em maioria torciam contra o próprio país natal, Milošević buscou contemporizar: "jogos entre as antigas repúblicas iugoslavas sempre terão um nível alto de pressão e tensão relacionada a elas, mas eu penso que tudo agora seja apenas sobre futebol e que o melhor time vença o jogo". Uma eventual vitória da Bósnia em Belgrado na rodada final a classificaria ao Mundial, elevando a importância do jogo, mas o único gol do duelo foi de Kežman, com a combinação de resultados classificando servo-montenegrinos em primeiro e a Espanha à repescagem, eliminando consequentemente os bósnios.
Nas semanas que antecederam o Mundial de 2006, os jogadores da seleção treinada por Ilija Petković foram então afetados por diversos fatores extra-campo. Slobodan Milošević faleceu em março daquele ano, na prisão do Tribunal Penal Internacional em Haia. Abalo maior veio em maio, com a própria dissolução da Sérvia e Montenegro. Contrário à independência montenegrina, Milošević chegara a declarar que só dedicaria gols aos sérvios. O ambiente também foi tumultuado por polêmicas na convocação, com o treinador chamando de última hora o próprio filho. A equipe, como um todo, terminou por não fazer um bom papel na Alemanha, perdendo os três jogos. O próprio Milošević, outrora forte e hábil, deixou imagem de jogador lento e defasado; na estreia, foi substituído no intervalo; no segundo jogo, recebeu a segunda pior nota dada pela revista Placar na goleada de 6-0 para a Argentina; e no último jogo, começou no banco de reservas, entrando somente aos 22 minutos do segundo tempo.
Milošević seguiu carreira por mais uma temporada no Osasuna, elogiada, com a campanha semifinalista na Liga Europa de 2006–07. Contudo, não teve seu contrato renovado e em junho de 2007 anunciou que deixaria a equipe. Após quase um ano parado, ele retomou a carreira na equipe russa do Rubin Kazan, estreando no fim de março de 2008. O clube, inicialmente desacreditado, manteve-se desde a segunda rodada como líder da Liga Premier Russa de 2008, vindo a ser pela primeira vez campeão nacional.
Milošević marcou justamente um dos dois gols da partida que assegurou o inédito título russo do Rubin Kazan, em novembro de 2008. No mesmo mês, terminou contemplado com um festivo jogo de despedida da Seleção; ele, que havia inicialmente deixado-a ao fim da Copa de 2006, reapareceu em amistoso contra a Bulgária, no que também foi a primeira partida que Milošević fez pela Sérvia independente.
Na "estreia-despedida", protagonizou goleada de 6-1 na qual, mesmo desperdiçando dois pênaltis, pôde marcar dois gols. A ocasião festiva teve presença do Boris Tadić, então presidente da Sérvia. O próprio presidente búlgaro de então, Georgi Parvanov, também compareceu, bem como personalidades sérvias de outros esportes. Dejan Stanković, colega de Milošević nas Copas de 1998 e de 2006, voltou a sê-lo também naquela ocasião e esteve entre os que entregaram-lhe presentes cerimoniais de reconhecimento.
Somando-se as partidas realizadas pela Seleção Iugoslava, pela Seleção Servo-Montenegrina e pela Seleção Sérvia, Milošević deteve de 2004 a 2011 o recorde de partidas nas estatísticas oficiais da seleção dos sérvios. Seus 102 jogos no total inclusive constavam na braçadeira de capitão que utilizou na partida festiva de 2008. Depois, foi superado primeiramente por Dejan Stanković e,  eventualmente, também por Branislav Ivanović. Também era até 2021 o segundo maior artilheiro dos sérvios nas estatísticas somadas dessas três seleções, até ser superado por Aleksandar Mitrović.

### Após parar

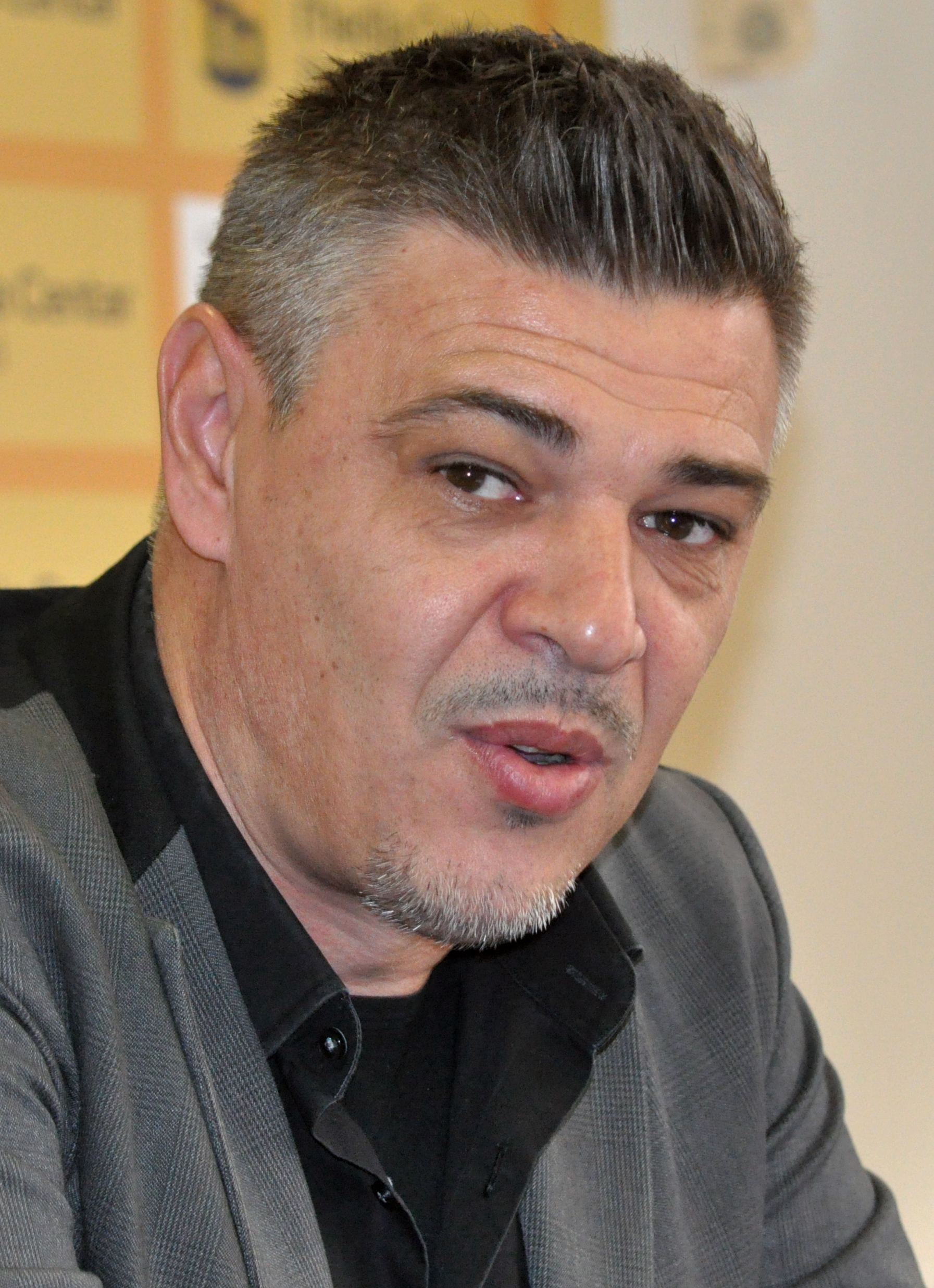
Em 2017.

É apreciado pelos tenistas sérvios Novak Djoković, Nenad Zimonjić (realizando com ambos documentário em 2010), e Ana Ivanović, a qual esteve juntamente com Zimonjić no cerimonial do jogo de estreia-despedida (em 2008) de Milošević pela Seleção Sérvia.
Na vida pessoal, passou por tragédia familiar em 2011, o assassinato do pai pelo próprio avô paterno do ex-futebolista. O avô, também chamado Savo Milošević e então com 83 anos, atirou no próprio filho, Steve Milošević, de 58, em meio a uma discussão acerca das propriedades da família na Bósnia-Herzegovina. Preso em flagrante, o avô do ex-jogador terminou falecendo na prisão; o pai pudera ser socorrido até um hospital, mas sem conseguir resistir.
Ao longo da década de 2010, Savo Milošević seguiu no futebol primeiramente como dirigente; foi vice-presidente da Associação de Futebol da Sérvia, cargo que ainda exercia na ocasião da Copa do Mundo FIFA de 2018. Em março de 2019, assumiu então como treinador do Partizan,  a tempo de ganhar naquele mesmo ano a Copa da Sérvia.Contudo, ele acabaria dispensado em setembro de 2020 ao não manter o êxito inicial.
Milošević trabalhou a seguir na Eslovênia, com o Olimpija Ljubljana, antes de ser escolhido "por unanimidade" o novo técnico da terra natal: foi como assumiu, em setembro de 2023, a Seleção Bósnia. Treinada por ele, ela esteve relativamente próxima da classificação à Eurocopa 2024. Contudo, os bósnios terminaram eliminados nas semifinais da repescagem, para a Ucrânia, levando a Associação de Futebol da Bósnia e Herzegovina a trocar Milošević por Sergej Barbarez em abril de 2024. O trabalho do sérvio pela Bósnia foi definido como uma passagem "curta, honesta e controversa".
Ele na sequência regressou ao Partizan, mas deixou-o ainda em 2024, em dezembro, após desavenças com o diretor Predrag Mijatović. Em janeiro de 2025, foi anunciado pela equipe iraniana do Nassaji Mazandaran.

## Títulos como jogador

### Partizan
- Campeonato Iugoslavo: 1992–1993, 1993–1994
- Copa da Iugoslávia: 1993–1994

### Aston Villa
- Copa da Liga Inglesa: 1995–1996

### Parma
- Copa da Itália: 2001–2002

### Rubin Kazan
- Campeonato Russo: 2008

### Individual
- Artilharia do Campeonato Iugoslavo: 1993–1994 e 1994–1995
- Artilharia da Eurocopa: 2000

## Títulos como treinador

### Partizan
- Copa da Sérvia: 2018–2019